# Turku
Turku (svédül Åbo) Finnország legrégibb városa, melyet a 13. században alapítottak. Az ország ötödik legnagyobb városa. Az Aura folyó torkolatánál fekszik. Nyugat-Finnország tartomány, ezen belül a délnyugati Igazi Finnország (Varsinais-Suomi) régió központja. Turkuban a legmagasabb a svéd lakosok száma.
Az ország egyik legjelentősebb történelmi városa, mivel sokáig ez volt az ország legnagyobb települése. 1809 és 1812 között Turku volt Finnország fővárosa. Az ország első egyetemét, a Turkui Királyi Egyetemet szintén itt alapították.
Elhelyezkedése miatt a turkui Finnország második legforgalmasabb tengeri kikötője évi 3,7 millió utassal – csak Helsinki előzi meg évi 8,8 millió utassal.

## Földrajz

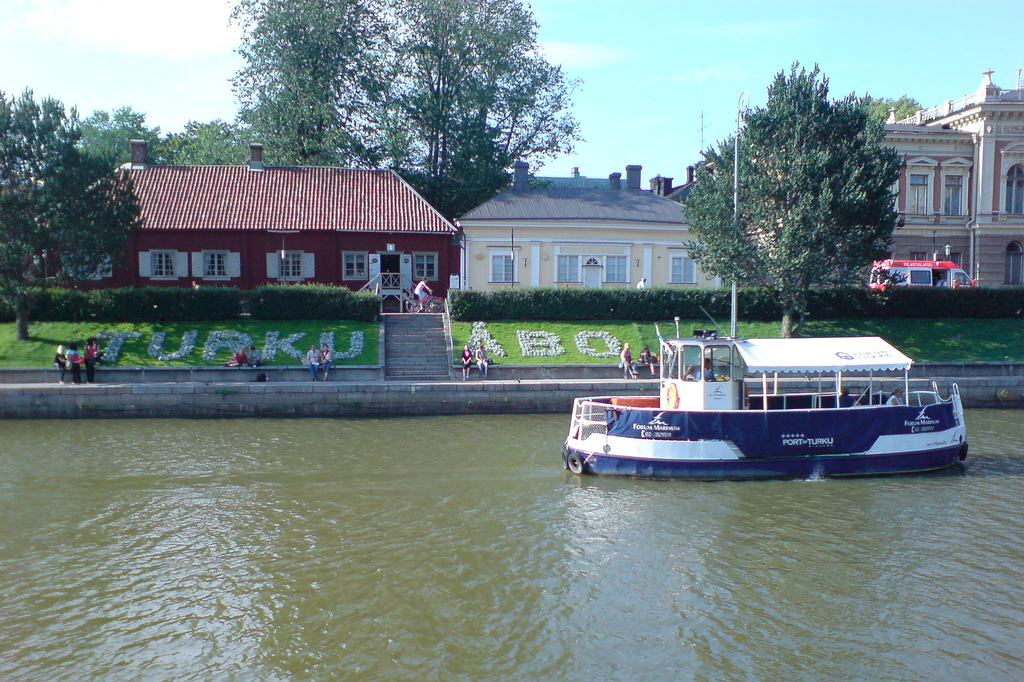
Az Aurajoki folyó

Turku Délnyugat-Finnországban, a Balti-tenger szigetekkel szabdalt partján, az Aurajoki folyó torkolatánál fekszik, s a folyó két partján terül el, bár napjainkban a nyugati oldal jóval kiterjedtebb. A városközpont a folyó torkolatához közelebbi részen helyezkedik el. Területe 243 km² a szárazföldön.
A folyó keleti oldalát – ahol a Turkui Katedrális is található – a helyiek csak „a folyó innenső oldala” (täl pual jokke), míg a nyugati oldalt „a folyó túloldala” (tois pual jokke) néven emlegetik.
A városban kilenc híd található amely átível a folyón. A város első hídját, a Pennisiltat 1414-ben építették, amelyet azóta már lebontottak. A ma is létező hidak közül az Auransilta a legrégibb, melyet 1904-ben építettek. A folyó legújabb hídja a Teatterisilta a gyalogosforgalom számára készült 1997-ben. Turku egyik nevezetessége a Föri, egy kisebb komp, amely gyalogosokat és kerékpárosokat szállít a folyón keresztül.

## Történelme

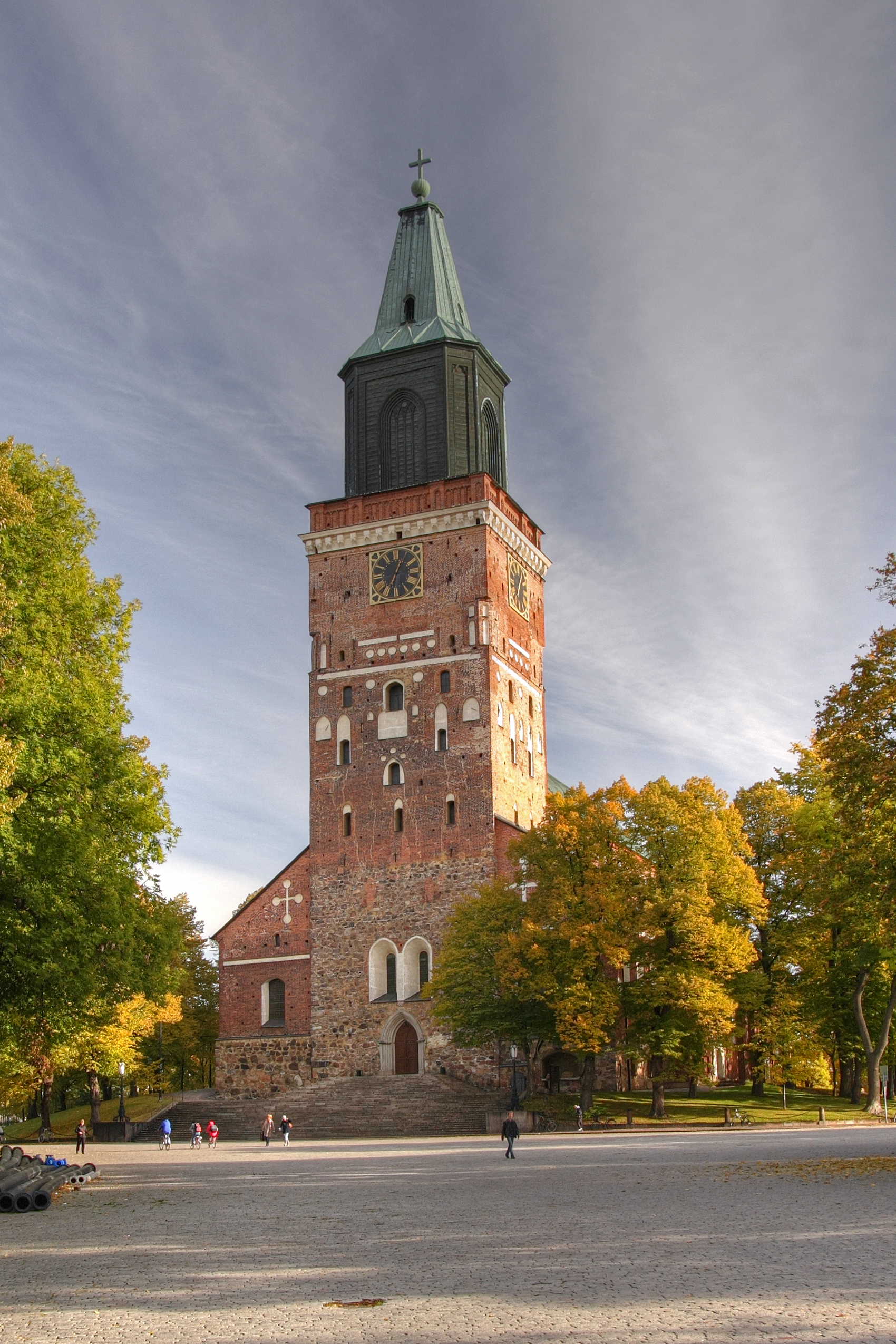
A turkui katedrális

Turku Finnország legrégebbi városa. Hosszú történelemmel rendelkezik mint Finnország legnagyobb városa és adminisztratív központja, de az elmúlt két évszázad alatt Helsinki mindkét szerepet átvette. Eredetileg a „Finnország” szó kizárólag a Turku környéki területet jelentette.
Bár kőkorszaki leletek is bizonyítják a település létezését, a 13. századig Turku nem volt jelentős hely. A város neve a tǔrgǔ szláv szóból ered, melynek jelentése „piactér”.
A turkui katedrálist 1300-ban szentelték fel, amely a turkui várral és a Dominicus kolostorral együtt a középkori Finnország legfontosabb helyszínei voltak. A középkorban Turku volt a turkui püspök, majd a turkui érsekség székhelye, melynek egész Finnország a fennhatósága alatt állt egészen a 17. századig. Annak ellenére, hogy a város nem rendelkezett hivatalos főváros státusszal, mind a hercegek, mind pedig kormányzók itt rendezték be finnországi rezidenciájukat. Itt alapították meg 1640-ben Finnország első egyetemét, a Turkui Királyi Akadémiát.

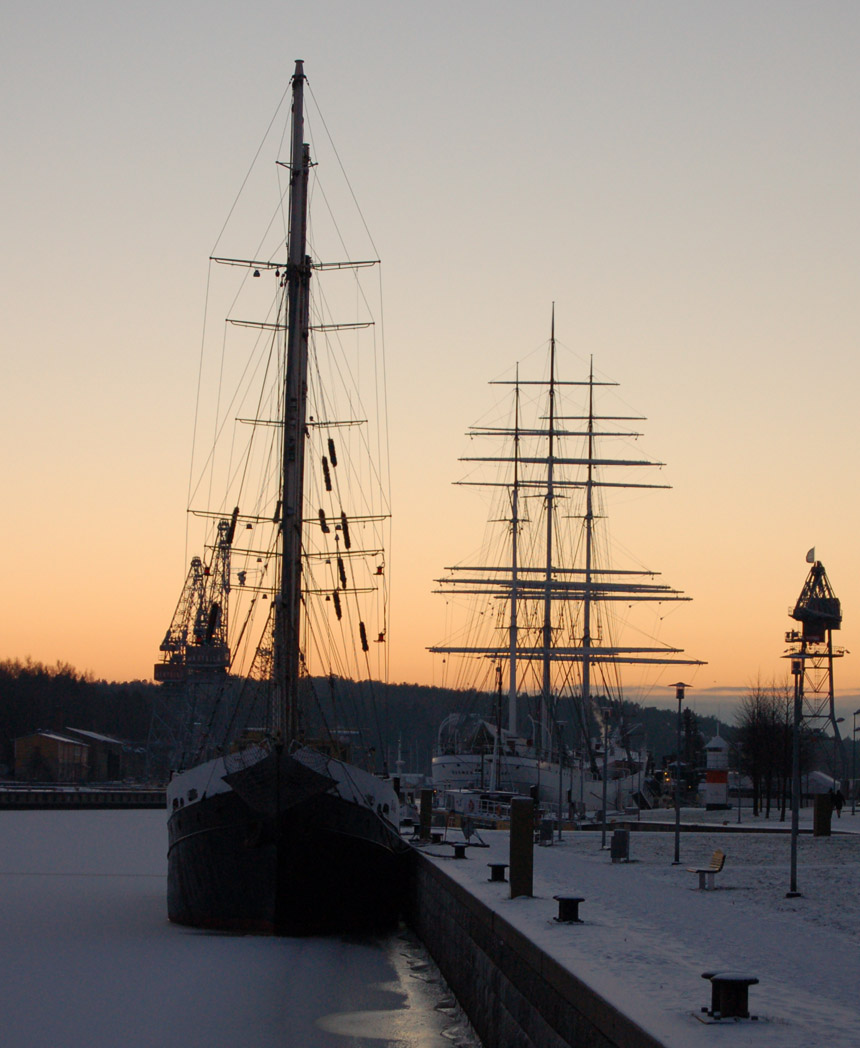
Suomen Joutsen és a Sigyn az Aurajoki folyón, napjainkban múzeum

1809-ben a főváros Turku helyett Helsinki lett, amikor Svédország átengedte Finnországot az Orosz Birodalomnak a Finn háború végén. Ennek oka az volt, hogy I. Sándor orosz cár úgy gondolta Turku túl messze fekszik Oroszországtól és túlságosan nagy svéd befolyás alatt áll. A váltás 1812-ben vált hivatalossá. Az itt maradt kormányhivatalok 1827-ben kerültek át Helsinkibe egy nagy tűzvész után, ami szinte az egész várost elpusztította. A tűzvész után Carl Ludvig Engel német építész tervei alapján biztonságosabban építették újjá. További 20 évig maradt az ország legnagyobb városa.
1918-ban újabb egyetemet alapítottak itt, az Åbo Akademi-t, amely Finnország egyetlen svéd oktatási nyelvű egyeteme. Két évvel később megalapították mellette a finn oktatási nyelvű Turkui Egyetemet. Ez a két egyetem a második illetve a harmadik legnagyobb Finnországban.
A 20. századi Turkut a történészek – mint például Jarmo Virmavirta – „Finnország nyugati kapuja” néven emlegetik. A város kiváló összeköttetésekkel rendelkezik több nyugat-európai országgal, különösképpen 1940 óta Stockholmmal a Botteni-öblön keresztül. 1960-ban Turku volt az első nyugati város aki testvérvárosi szerződést írt alá Leningráddal. Az oroszországi kommunizmus bukása után sok közismert orosz ment Turkuba a nyugati stílusú üzleti gyakorlatot tanulni, többek között Vlagyimir Putyin, valamint Leningrád polgármester-helyettese is.

## Városrészek

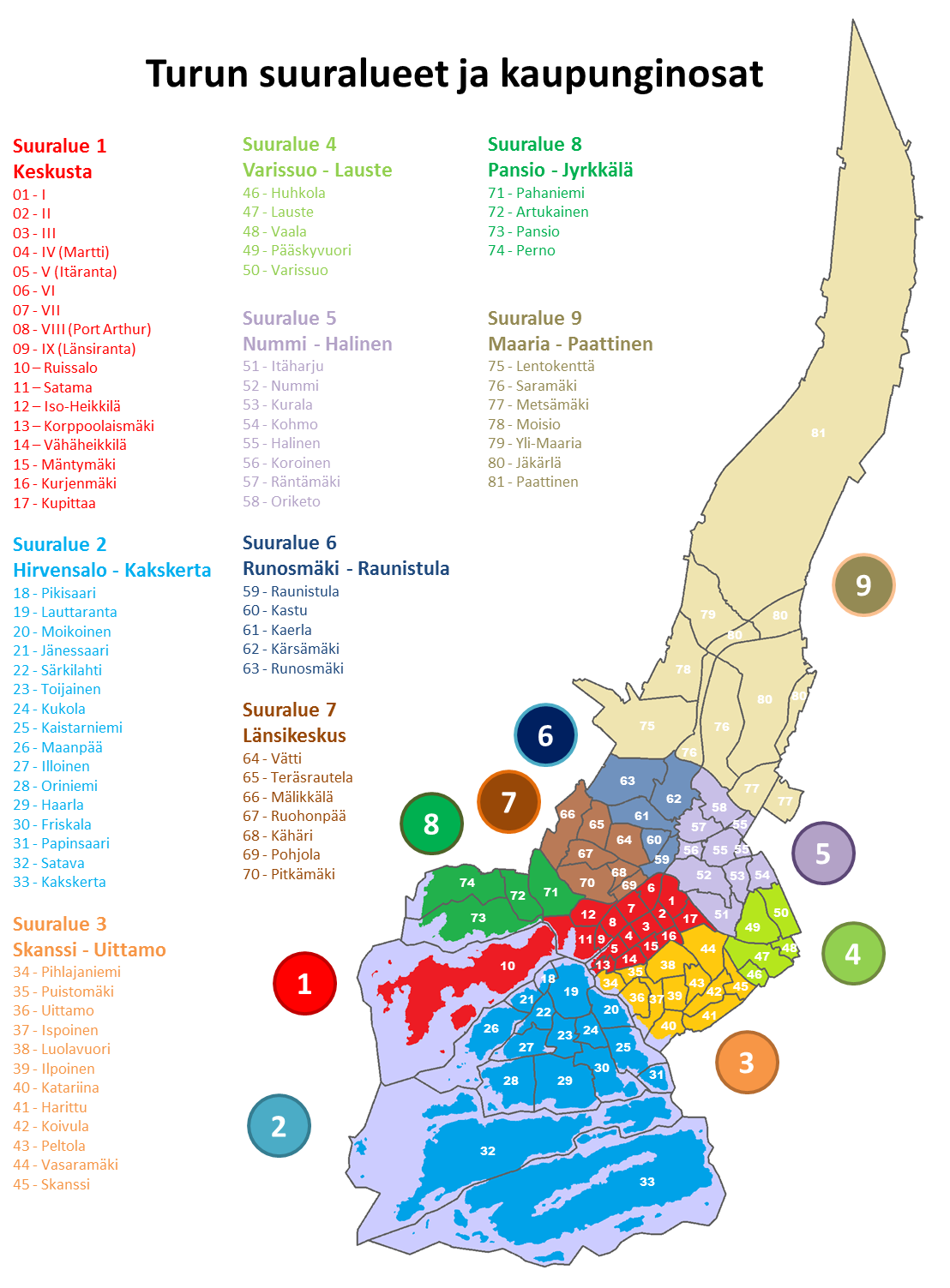
Turku kerületei

A város 78 körzetre és kilenc választókerületre oszlik. Ezek a választókerületek nem rendelkeznek önálló önkormányzattal, ennek ellenére rendelkeznek korlátozott jogkörrel és bizonyos rendelkezések csak ezeken a választókerületeken belül érvényesek. Ez különösen fontos a város keleti részein, ahol jelentősen magasabb a munkanélküliség és emiatt külön intézkedésekre van szükség. Legnagyobb körzetei népsűrűség alapján Varissuo és Runosmäki, terület alapján pedig Kakskerta és Paattinen. E két utóbbi önálló település volt és csak a 20. század közepén csatolták Turkuhoz. Ezek mellett több más környező települést szintén a városhoz csatoltak, emiatt Turku alapterülete egy megnyújtott körtéhez hasonlít. A város déli részét alkotó Ruissalo, Hirvensalo és Kakskerta szigetek ritkán lakottak és főleg hétvégi házak, nyaralók találhatók itt.

### Agglomeráció

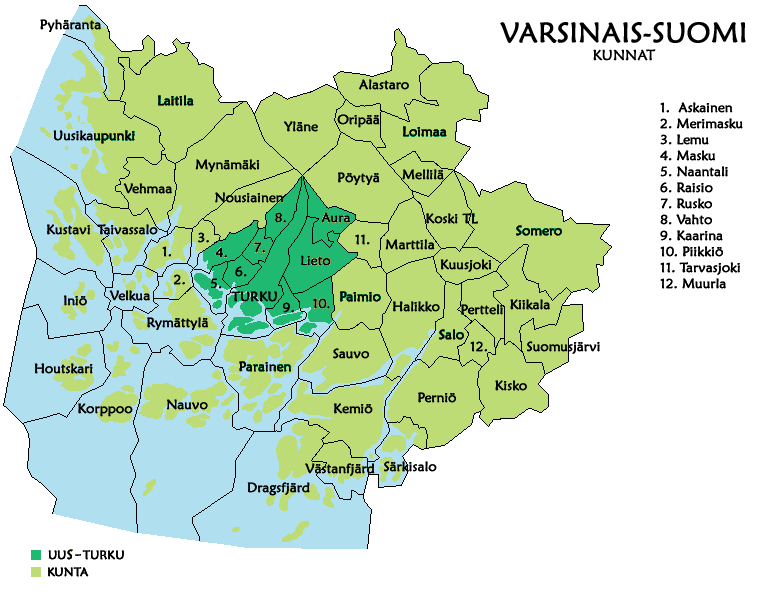
Turku és agglomerációja (sötétzöld színnel) az Igazi Finnország régión belül

A turkui alrégió 300 000 lakosával az ország harmadik legnagyobb régiója Helsinki és környéke (Pääkaupunkiseutu), valamint Tampere és környéke után. Ebbe az alrégióba tartoznak Turku mellett a következő települések: Askainen, Kaarina, Lemu, Masku, Merimasku, Mynämäki, Naantali, Nousiainen, Paimio, Piikkiö, Raisio, Rusko, Rymättylä, Sauvo, Vahto és Velkua.

## Népesség
2004 végén a turkui régió népessége 319.632 fő, ebből 174.824 fő élt magában Turku városában. Népsűrűsége 718 fő/km².
A lakosság 89,4% finn anyanyelvű, 5,2% pedig svéd. Ezek után a következő legelterjedtebb nyelv az orosz (1,3%), az arab (0,6%), az albán (0,5%) és a kurd (0,4%). A város 95,8% finn állampolgár, emellett még számottevő kisebbséget alkotnak az orosz, az észt, az iraki és az iráni nemzetiségűek. Turku – csakúgy mint a többi finnországi város – nem tart nyilván faji- és vallási hovatartozással kapcsolatos információkat a város lakosságáról.
Egész történelme során szívesen látott bármilyen külső befolyást. Turkun keresztül foglalta el a svéd korona a mai Finnország területét. A középkorban német kereskedőknek adott otthont és tagja volt a Hanza-szövetségnek. Turku napjainkig megtartotta ezt a szokását, emiatt a bevándorlók aránya jóval magasabb mint bármely más finn városban. Jelenleg a bevándorlók magas számának köszönhetően egyes helyeken – különösképpen az északi városnegyedekben – eluralkodott a xenofóbia (ez a nacionalista A Finn Nép Kék-Fehérje (Suomen Kansan Sinivalkoiset) párt egyre nagyobb népszerűségén is látható), de etnikai kérdésekkel kapcsolatos bűncselekmény nagyon ritka a városban.
Ismertebb lakosai közé tartozik: Paavo Nurmi, Mauno Koivisto, Saku Koivu és a 18. században élt botanikusa, Herman Spöring. A turkui régió szintén több híres személlyel büszkélkedhet, köztük Carl Gustaf Mannerheim marsallal.

## Oktatás

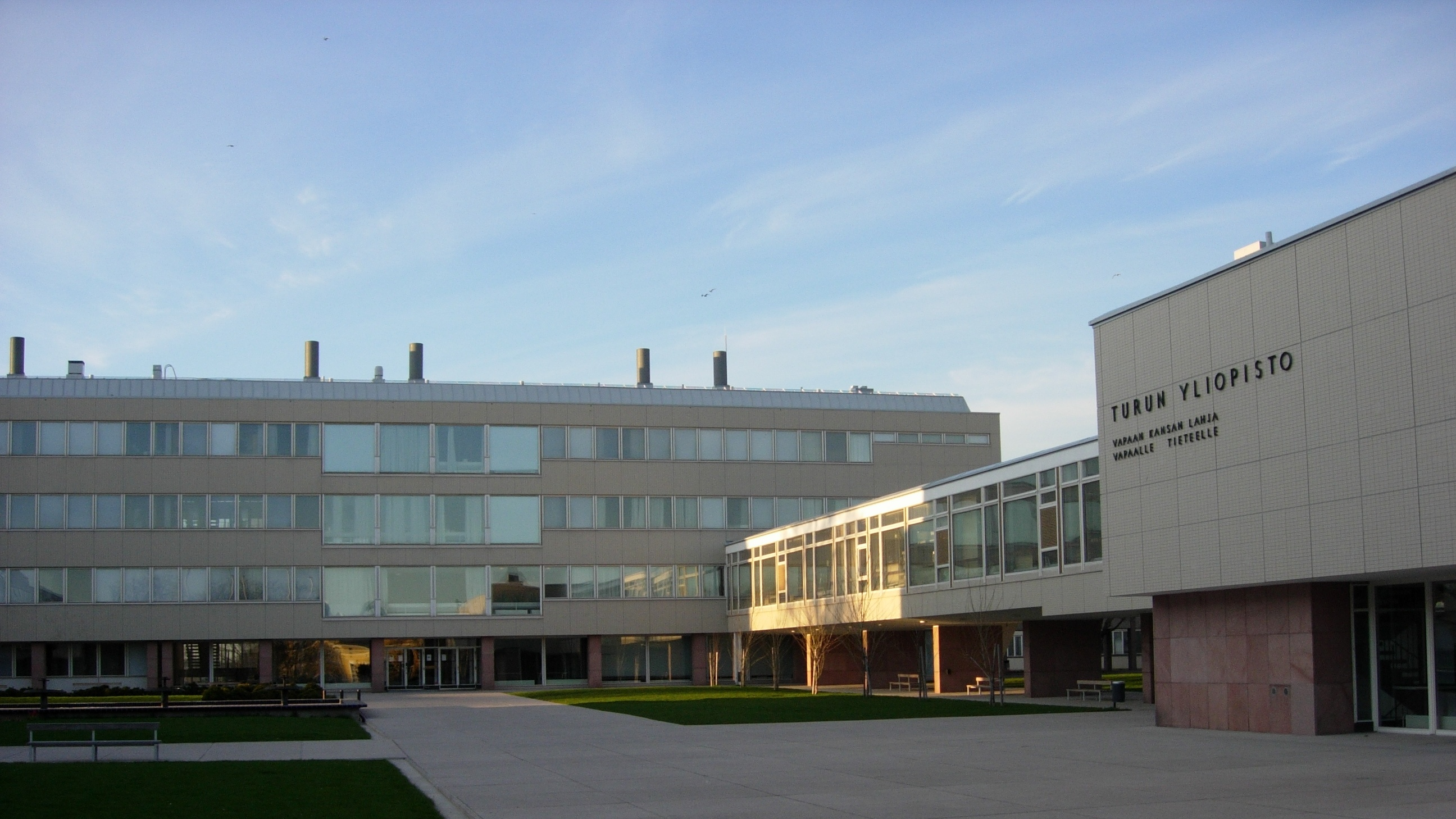
A Turkui Egyetem főépülete

Turku hosszabb oktatási múlttal rendelkezik, mint bármely más finn város. A város első iskoláját, a Katedrális Iskolát (Turun katedraalikoulu) a turkui katedrálissal együtt a 13. században alapították. Finnország első főiskolája a Turkui Királyi Akadémia (Turun Akatemia) volt, melyet 1640-ben alapítottak – ez a mai Helsinki Egyetem (Helsingin yliopisto). 1820-ban egy új iskolát hoztak létre, amely Finnországban elsőként alkalmazta a Bell-Lancaster-féle módszert, melynek fő célja volt, hogy az alacsonyabb osztálybeliek számára is biztosítsa az oktatást.
Napjainkban a Turkui Egyetem (Turun yliopisto) Finnország második legnagyobb egyeteme a beiratkozott diákok száma alapján, valamint az egyik legöregebb is, 1920-as alapítási dátummal. Ezek mellett Turku otthon ad több felsőfokú oktatási intézménynek, köztük a Åbo Akademi, amely Finnország egyetlen svéd oktatási nyelvű egyeteme, a Turkui Közgazdasági Egyetem (Turun kauppakorkeakoulu) és a Turkui Alkalmazott Tudományok Egyeteme (Turun ammattikorkeakoulu).
Turku központi kórháza, a Turkui Egyetemi Kórház (Turun yliopistollinen keskussairaala), együttműködésben van az egyetemmel és oktató kórházként működik.
Turku az egyike annak a két finn városnak ahol nemzetközi iskola is működik (a másik Helsinki). A Turkui Nemzetközi Iskola (Turku International School), melyet 2003-ban alapítottak, a város keleti részén lévő Varissuo kerületben található.

## Közlekedés

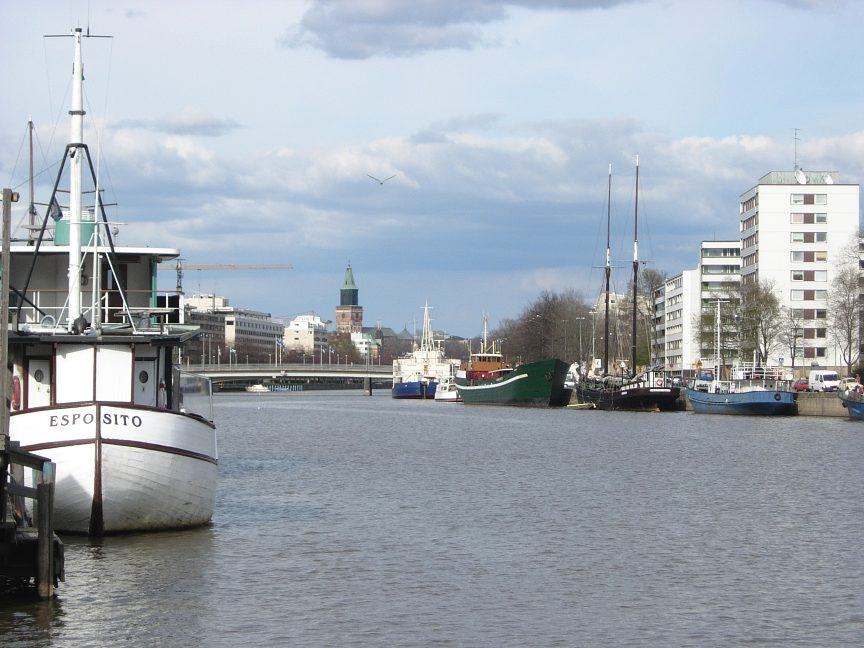
Az Aurajoki a Föriről

Turku a méretéhez képest kiváló autóbusz hálózattal rendelkezik. A város minden nagyobb kerületébe 10-15 percenként indulnak járatok.
A távolsági autóbuszjáratokat magáncégek üzemeltetik, főként a TLO. Gyakori járatokat indítanak a környező városokba, Naantaliba, Raisioba és Kaarinaba. Sajnos a TLO mondhatni monopolhelyzete miatt túlságosan magas viteldíjakat szabott meg.
A vasúti forgalmat a finn nemzeti vasúttársaság, a VR biztosítja. A 20. század első felében a vasúti forgalom fontos szerepet játszott a finn városok életében, de azóta népszerűsége jelentősen csökkent. Ennek köszönhetően a vasúti járatok számát csökkentették és Turkunak jelenleg csak Tamperével és Helsinkivel van vasúti összeköttetése. A városban három vasútállomás van személyforgalom számára, a Turkui Központi Pályaudvar Pohjolában és két kisebb állomás Kupittaában és a turkui kikötőben.
A városban jelenleg nincs vasúti forgalom, mivel a villamosforgalmat 1972-ben megszüntették, valamint a szomszédos városokba tartó vasútjáratokat szintén törölték a 20. század vége felé.
A turkui repülőtér a városközponttól 8 km-re északra fekszik, részben a szomszédos Rusko településen.
Ezen kívül napi kompjáratok indulnak a turkui kikötőből Svédországba és Ålandra, melyeket a Silja Line, Viking Line és a SeaWind Line üzemeltetnek. Ezek a kompjáratok a finn kultúra részét képezik, az emberek gyakran utaznak Finnország különböző részeiről Turkuba, hogy egy körutazást tegyenek a Botteni-öbölben. A vasúti kompjáratokat a SeaRail üzemelteti.
Említést érdemel még az S/S Ukkopekka hajó, mely Turku–Naantali–Turku körutakat szervez a környező szigeteken.

## Híres emberek
Turkuban születtek:
- Johan Gadolin (1760–1852) vegyész
- Paavo Nurmi (1897–1973) hosszútávfutó
- Mauno Koivisto (1923–2017) politikus, 1982–1994 között a Finn Köztársaság kilencedik elnöke.
- Kalevi Lehtovirta (1928–2016) válogatott labdarúgó
- Peter Enckelman (1977) labdarúgó
- Teemu Elomo (1979) jégkorongozó

Turkuban hunytak el:
- Henrik Gabriel Porthan (1739–1804) polihisztor, a "finn nemzeti tudományok atyja"
- Alexander von Nordmann (1803–1866) zoológus, botanikus, paleontológus

## Testvérvárosok
- Göteborg, Svédország, 1946 óta
- Århus, Dánia, 1946 óta
- Bergen, Norvégia, 1946 óta
- Szentpétervár, Oroszország, 1953 óta
- Gdańsk, Lengyelország, 1958 óta
- Rostock, Németország, 1963 óta
- Várna, Bulgária, 1963 óta
- Konstanca, Románia, 1963 óta
- Köln, Németország, 1967 óta
- Szeged, Magyarország, 1971 óta
- Pozsony, Szlovákia, 1976 óta
- Firenze, Olaszország, 1992 óta
- Tianjin, Kína, 2000 óta

Továbbá:
- Tartu, Észtország (együttműködési szerződés)
- Tallinn, Észtország (együttműködési szerződés)
- Kuressaare, Észtország (együttműködési szerződés)